# Friedhofskreuz (Chérence)

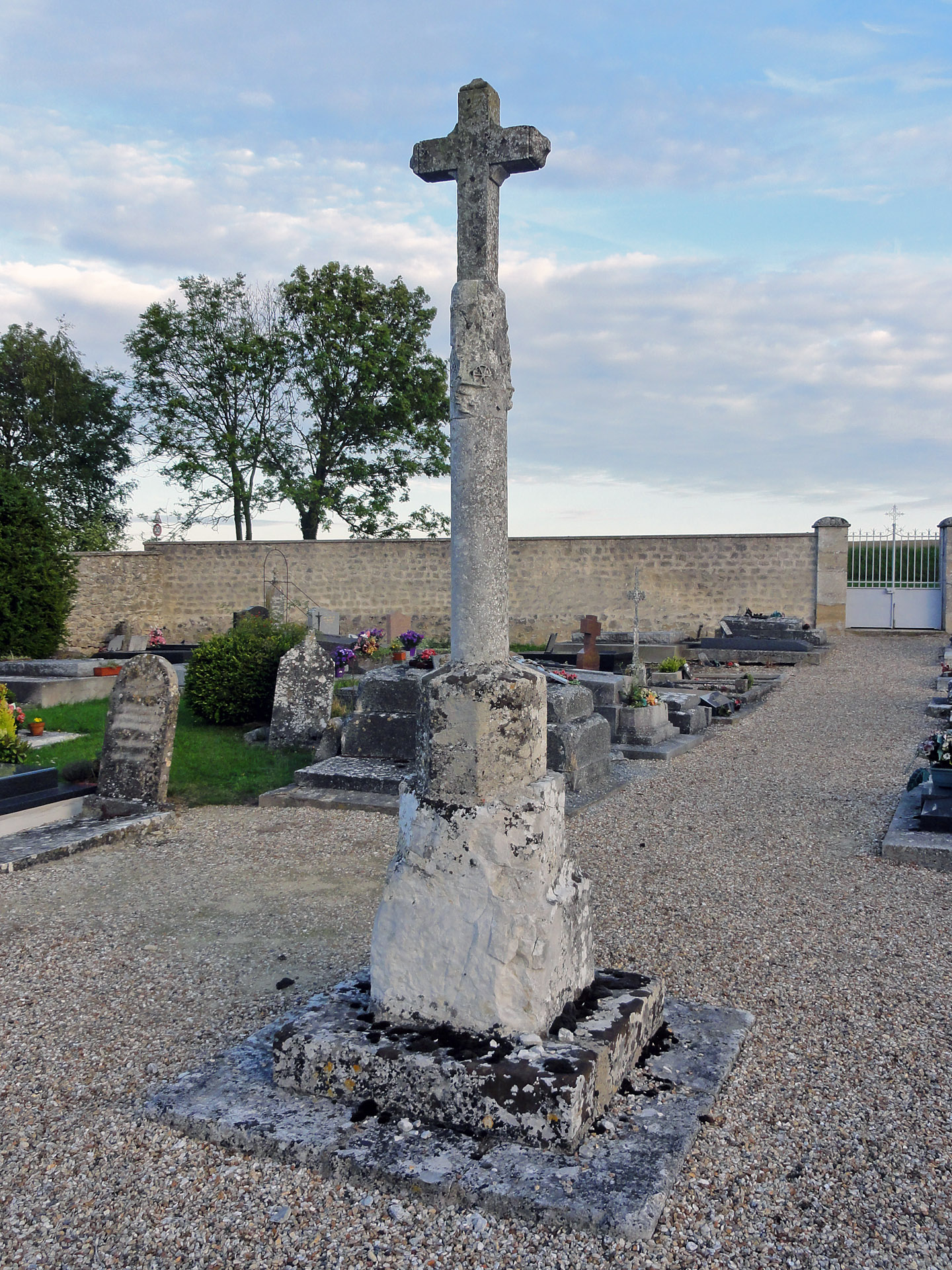
Friedhofskreuz in Chérence

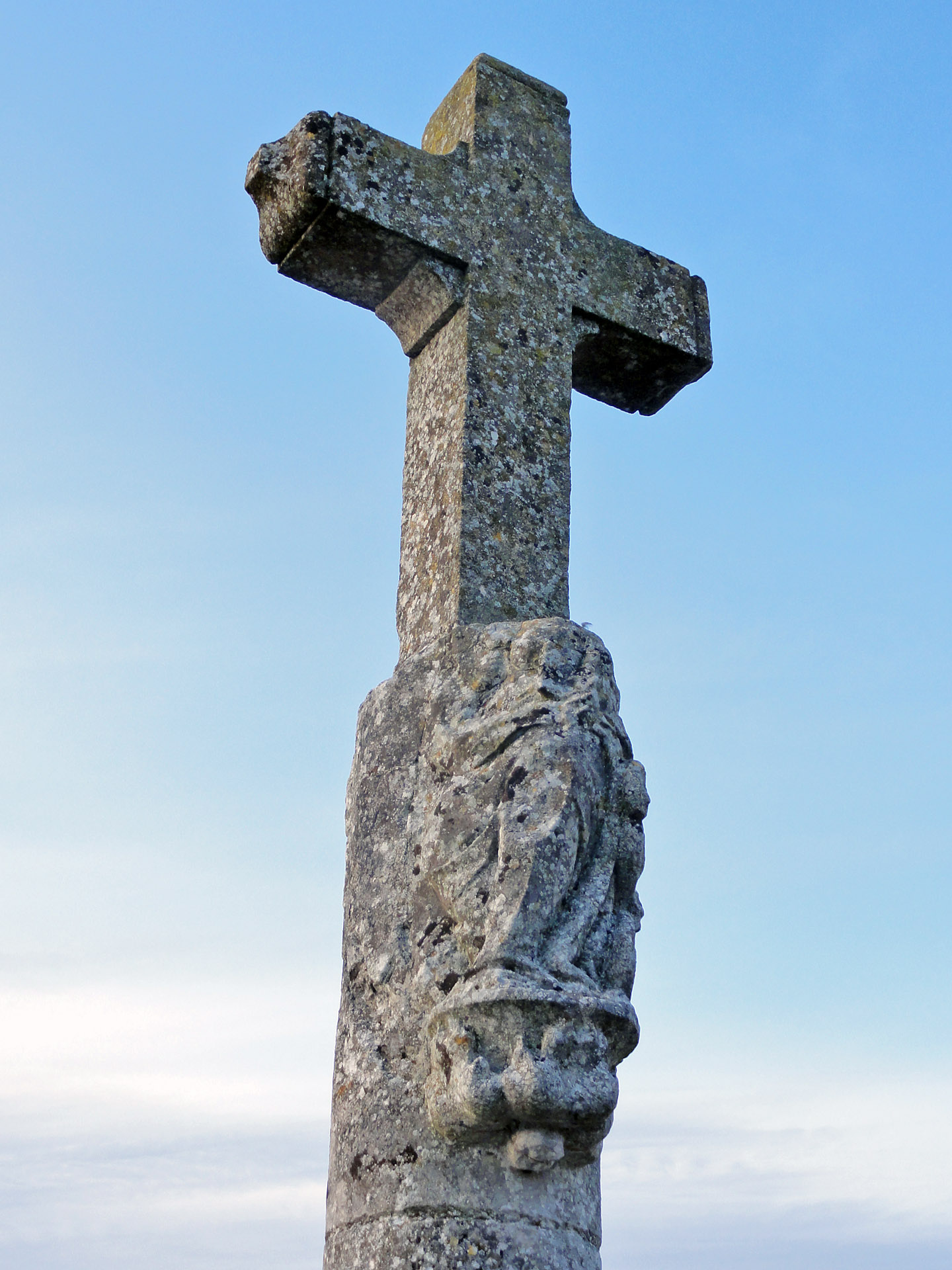
Detail

Das Friedhofskreuz (französisch Croix de cimetière) in Chérence, einer französischen Gemeinde im Département Val-d’Oise in der Region Île-de-France, wurde im 14. Jahrhundert geschaffen. Das Kreuz auf dem kommunalen Friedhof ist seit 1950 als Monument historique klassifiziert.
Das Steinkreuz wurde während der Revolution stark beschädigt und im 19. Jahrhundert wiedererrichtet.